# Евгениуш Бодо
Евгениуш Бодо, настоящее имя и фамилия Богдан Эжен Жюно (пол. Eugeniusz Bodo; 28 декабря 1899 в Женеве — 7 ноября 1943, в Котласе Архангельской области) — польский киноактёр, эстрадный артист, режиссёр, сценарист, танцор, певец, конферансье и продюсер.
Псевдоним «Бодо» создан из первых слогов имен: его (Богдан) и матери (Дорота).

## Биография
Родился в семье швейцарского инженера Теодора Жюно и польки в Женеве (по другим данным в Варшаве). В детстве переехал с родителями в Польшу.
С 1917 начал выступать в качестве певца и танцора на сцене Познанского, а с 1919 — Варшавского ревю, в известных столичных кабаре.
В 1925 дебютировал в кино, снявшись в фильме «Rywale», и с этого момента он начал завоевывать у зрителей свою огромную популярность. Всего Бодо сыграл в более чем 30 фильмах. Выступал на экране в роли героев-любовников, снимался в трагических, комедийных и музыкальных фильмах. Стал «звездой» польского кино межвоенного периода.
Обладая хорошим голосом, часто пел в фильмах и его песни сразу же становились в Польше шлягерами.
В 1932 г. он был удостоен неофициального титула короля польских актёров, а в 1936 — короля элегантности.
Незадолго до начала второй мировой войны начал писать киносценарии и режиссировать фильмы, в которых он играл главные роли.
Бодо был продюсером и одним из совладельцев (с 1931 г.) кинокомпания BWB (аббревиатура названия владельцев: Бодо, Важинского и Бродиша), которая выпустила на экраны несколько популярных фильмов.
С 1933 г. — совладелец кинокомпании «Urania-Film», в котором он создал свои лучшие киноленты. В 1939 г. Бодо подписал выгодный контракт с одной из киностудий США.
В 1938 г. Е.Бодо был награждён польским орденом — Золотой Крест Заслуги.
Весной 1939 г. открыл в Варшаве престижное «Кафе Бодо». Во время немецкого вторжения в Польшу и обороны Варшавы Бодо организовывал концерты для польских солдат и гражданского населения столицы.
Во время немецкой оккупации в то время, когда театры и кинокомпании Варшавы были закрыты, он продолжал работу своего кафе, в основном, с целью материальной поддержки других известных польских артистов.
Вскоре он переехал во Львов. Свободно владея русским языком, стал конферансье и начал выступать в театральном коллективе «Теа-джаза» Хенрика Варса, делал грамзаписи своих песен на русском языке.
Гастролировал по СССР. После возвращения из одной из поездок, решил эмигрировать в США и подготовил необходимые для этого документы. В ходе оформления документов выявилось его швейцарское гражданство.

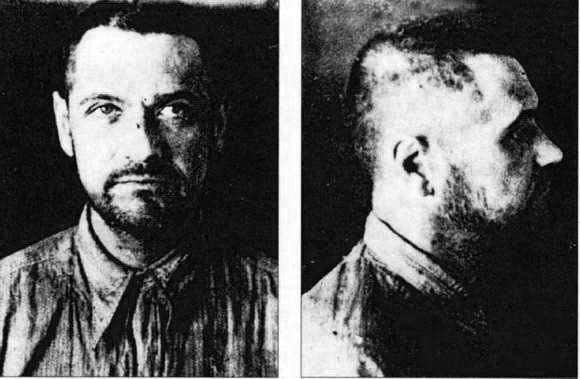
Евгениуш Бодо после ареста органами НКВД в 1941 г. Это его последняя фотография.

В июне 1941 г. Евгениуш Бодo был арестован органами НКВД. О его освобождении безрезультатно хлопотали польские дипломаты и, в частности, Т.Ромер. Отказом на их просьбы служило то, что Бодо являлся швейцарским гражданином.
Находился в тюрьме в Уфе, с 1942 — в Бутырской тюрьме. 13 января 1943 г. ОСО НКВД приговорило его к 5 годам ИТЛ как «социально-опасный элемент».
Согласно справке Российского Красного Креста, полученной родственниками в конце 1990-х, умер 7 октября 1943 г. в госпитале пересыльного пункта г. Котлас. Согласно архивным данным, умер 07.10.1943 в лагерной больнице Котласлага. Также имеются данные, что умер 07.11.1943 г. Место захоронения неизвестно.
2 октября 2011 г. в Котласе на мемориальном кладбище Макариха был открыт памятник Е. Бодо.

## Фильмография
Режиссёр
- 1938 — Королева предместья / Królowa przedmiescia
- 1938 — За несовершённые вины / Za winy niepopełnione

Сценарист
- 1932 — Безымянные герои / Bezimienni bohaterowie

Актёр
- 1925 — Соперники / Rywale
- 1926 — Красный паяц / Czerwony błazen
- 1927 — Усмешка судьбы / Uśmiech losu
- 1929 — Человек о голубой душе / Człowiek o błękitnej duszy
- 1929 — Полицмейстер Тагеев / Policmajster Tagiejew
- 1930 — Культ тела / Kult ciała
- 1930 — В Сибирь / Na Sybir
- 1930 — Корыстная любовь / Niebezpieczny romans
- 1930 — Краса жизни / Uroda życia
- 1930 — Ветер с моря / Wiatr od morza
- 1932 — Безымянные герои / Bezimienni bohaterowie
- 1932 — Голос пустыни / Głos pustyni
- 1933 — Его превосходительство субъект / Jego ekscelencja subiekt
- 1933 — Игрушка / Zabawka
- 1934 — Чёрная жемчужина / Czarna perła
- 1934 — Разве Люцина девушка? / Czy Lucyna to dziewczyna?
- 1934 — Влюблён, любит, уважает / Kocha, lubi, szanuje
- 1934 — Певец Варшавы / Pieśniarz Warszawy
- 1935 — Его сиятельство шофёр / Jaśnie pan szofer
- 1936 — Американский скандал / Amerykańska awantura
- 1936 — Герои Сибири / Bohaterowie Sybiru
- 1936 — Два дня в раю / Dwa dni w raju
- 1937 — Этажом выше / Piętro wyżej
- 1937 — Князёк / Książątko
- 1938 — Павел и Гавел / Paweł i Gaweł
- 1938 — Страхи / Strachy
- 1938 — Роберт и Бертран / Robert i Bertrand
- 1938 — За несовершённые вины / Za winy niepopełnione